# Agnara gallagheri
Agnara gallagheri là một loài chân đều trong họ Agnaridae. Loài này được Ferrara & Taiti miêu tả khoa học năm 1988.